# Нектанеб I
Нектанеб I (др.-греч. Νεκτανεβώ, по-египет. Хеперкара Нехтнебеф) — фараон Древнего Египта, правивший в 380—362 годах до н. э.

## Биография

### Происхождение
Нектанеб I — основатель XXX (Себеннитской), последней коренной древнеегипетской династии. Был родом из Себеннита (егип. Теб-Нутер). Занял престол, свергнув фараона Неферита II. Своей резиденцией Нектанеб сделал родной город Себеннит.

### Правление

#### Война с персами
Нектанеб I унаследовал от Мендесской династии определённые отношения с Эвагором Саламинским и персами. Сообщения античных авторов очень кратки и указывают только на то, что смена династии произошла во время войны с персами, и что Эвагор не мог рассчитывать на Нектанеба.
Нектанеб между тем деятельно готовился к войне, будучи уверен, что, освободившись от кипрской войны и устроив малоазиатские дела, Артаксеркс II должен будет для восстановления империи Ахеменидов в полном объёме двинуться на Египет. Так как тогда никто не обходился без греческих наёмников, то он пригласил на свою службу искусного афинского полководца Хабрия. Но Фарнабаз, назначенный Артаксерксом в главнокомандующие, убедил персидского царя сделать афинянам представление о несовместимости пребывания Хабрия в Египте с добрыми отношениями Афин к Персидской державе. Персидский царь был в то время распорядителем судеб Эллады, и афиняне не только покорно подчинились его повелению и отозвали Хабрия, но даже послали на службу к царю полководца Ификрата.
В 374 году до н. э. из Акко выступила на Египет огромная персидская армия, насчитывающая, по словам античных историков, 200 000 персов, 20 000 греческих наёмников и 300 военных судов. Командовал этой армией Фарнабаз. Тем временем Нектанеб укрепил всё устье Нила, и у Пелусия заградил вход в страну каналами и дамбами. Эту оборону нельзя было пробить, но флот Фарнабаза обошёл укрепления, и персы высадились у мендесского русла. Гарнизон Мендеса, 3000 воинов, вступил в отчаянный бой, но был истреблён превосходящими силами неприятеля, который овладел городом, срыл его стены, а жителей обратил в рабство. Это произошло довольно быстро, пока ещё не успело прибыть всё персидское войско. Ификрат советовал немедленно, не дожидаясь его, идти на Мемфис, пока ещё не защищённый. Фарнобаз был против и не позволял Ификрату на свой страх и риск попытаться взять Мемфис, боясь, что он потом не отдаст города персам.
Между тем время тянулось. Персидские воины начали грабить страну и её храмы, устраивать массовую резню населения, и продавать его в рабство. Пока персидское командование собирало свою армию, занимающуюся мародерством, Нектанеб сильно укрепил Мемфис и даже перешёл в наступление к взятой персами крепости. В происходящих стычках египтяне оставались часто победителями. Тем временем на Ниле наступило половодье, после чего персидской армии пришлось отступить из Египта с потерями. Ификрат бежал в Афины. В 373 году до н. э. афинский полководец Тимофей предложил свои услуги Артаксерксу II, но и ему не удалось покорить Египет. Нектанеб имел право торжествовать победу и начертать на одной из стен в Карнаке традиционный список побежденных им азиатских варваров.

#### Внутренняя политика
Нектанеб I всячески угождал жречеству. На первом же году своего царствования он отдал храму Нейт в Саисе десятину с золота, серебра и всего прочего, ввозимого из стран «греческого моря» и производимого в Навкратисе. В надписи, посвящённой этому дарению, царь изображался не только заботящимся о строительстве и снабжении храмов, но и спрашивающим у жрецов совета во всяком храмовом деле и поступающим по их слову. Тем не менее, он, по-видимому, не поддерживал интересов жречества в той мере, в какой это было для них желательно, так как демотическая хроника намекает, что фараон пользовался своей властью над Египтом и храмами лишь с целью получения серебра.
При Нектанебе Египет пережил значительный хозяйственный расцвет. От его времени правления сохранилось много памятников искусства, которые свидетельствуют о возврате к старым традициям, существовавшим до захвата страны персами. Следы строительной и художественной деятельности Нектанеба рассеяны по всему Египту и имеются даже в Великом Оазисе. Особенно им украшены Дельта: в частности Мемфис — и его родные города Пахеби (Бехбейт), в котором он построил храм из дорогого цельного ассуанского гранита, и Себеннит, где был выстроен новый храм богу войны Онурису-Шу. Имя Нектанеба I в этом храме Нехт-Хор-Неб Мери-Анхур объясняет манефоновскую транскрипцию, что царь изменил своё имя. Нектанеб преподнёс колоссальные дары храму живых Аписов. Найденные саркофаг и ушебти указывают на то, что Нектанеб умер на престоле. Саркофаг царя, найденный в одной из каирских мечетей и покрытый изображениями из «Книги мёртвых» теперь находится в Лондоне.
Секст Африкан, цитируя Манефона, указывает, что Нектанеб I правил в течение 18 лет, но Евсевий Кесарийский (из Синкелла и Армянская версия), ссылаясь на того же Манефона, сообщает, что он царствовал всего 10 лет.